# NWA American Heavyweight Championship
L'NWA American Heavyweight Championship , nato come NWA United States Heavyweight Championship (Texas version), è stato un titolo di wrestling promosso dalla Big Time Wrestling, rinominata prima in World Class Wrestling Association e poi in World Class Championship Wrestling, affiliata della National Wrestling Alliance (NWA) attiva nel territorio del Texas.
Il titolo fu attivo dal 1967 al 1986, quando fu ritirato al termine della collaborazione con la National Wrestling Alliance.

## Storia
Il titolo fa parte di una serie di riconoscimenti con lo stesso nome promossi dai territori della NWA. Fritz Von Erich, proprietario della World Class Championship Wrestling, iniziò a promuovere una versione del titolo a partire dal 1967, con Brute Bernard come campione inaugurale. Il titolo rimase attivo per gran parte della vita della federazione, venendo promosso come American Heavyweight Championship a partire dal 1968. 
Il titolo rimase l'alloro principale della federazione fino al 1986, anno in cui la World Class Championship Wrestling terminò l'affiliazione con la NWA, riconoscendo l'allora campione Rick Rude come primo detentore del WCWA World Championship.

## Albo d'oro
| Legenda  |                                                                               |
| -------- | ----------------------------------------------------------------------------- |
| #        | Indica il numero del regno titolato                                           |
| Regno    | Viene indicato il numero del regno del campione                               |
| Data     | La data in cui il titolo è stato vinto                                        |
| Località | Indica il luogo in cui il titolo è stato vinto                                |
| Note     | Indica notizie particolari riguardanti i cambi di titolo o altre informazioni |

### NWA United States Heavyweight Championship
| # | Campione        | Regno | Data          | Giorni | Località          | Evento     | Note | Fonti |
| - | --------------- | ----- | ------------- | ------ | ----------------- | ---------- | --- | ----- |
| 1 | Brute Bernard   | 1     | marzo 1967    | --     | --                | --         | Brute Bernard iniziò ad essere promosso come campione dopo aver sconfitto Wilbur Snyder, che deteneva un'altra versione del titolo. |       |
| 2 | Fritz Von Erich | 1     | 27 marzo 1967 | 375    | Fort Worth, Texas | House show | Von Erich era stato promosso negli anni precedenti come detentore di un generico titolo degli Stati Uniti.                          |       |

### NWA American Heavyweight Championship
| #  | Campione            | Regno | Data              | Giorni | Località                  | Evento                        | Note | Fonti |
| -- | ------------------- | ----- | ----------------- | ------ | ------------------------- | ----------------------------- | --- | ----- |
| 3  | Spoiler #1          | 1     | 5 aprile 1968     | 59     | Houston, Texas            | House show                    | Il titolo fu rinominato in NWA American Heavyweight Championship a partire dal maggio 1968.                                                                                |       |
| 4  | Fritz Von Erich     | 2     | 3 giugno 1968     | 39     | Fort Worth, Texas         | House show                    | |       |
| —  | Vacante             | —     | 12 luglio 1968    | —      | —                         | —                             | Il titolo fu reso vacante al termine di un finale controverso di un incontro titolato contro Spoiler #1.                                                                   |       |
| 5  | Fritz Von Erich     | 3     | 26 luglio 1968    | 251    | Houston, Texas            | House show                    | In uno spareggio per riassegnare il titolo vacante contro Spoiler #1. |       |
| 6  | Baron Von Raschke   | 1     | 3 aprile 1969     | 14     | Corpus Christi, Texas     | House show                    | |       |
| 7  | Fritz Von Erich     | 4     | 17 aprile 1969    | 15     | Corpus Christi, Texas     | House show                    | |       |
| 8  | Johnny Valentine    | 1     | 2 maggio 1969     | 21     | Houston, Texas            | House show                    | |       |
| 9  | Fritz Von Erich     | 5     | 23 maggio 1969    | 17     | Houston, Texas            | House show                    | |       |
| 10 | Johnny Valentine    | 2     | 9 giugno 1969     | 56     | Fort Worth, Texas         | House show                    | |       |
| 11 | Fritz Von Erich     | 6     | 4 agosto 1969     | 1      | Fort Worth, Texas         | House show                    | |       |
| —  | Vacante             | —     | 5 agosto 1969     | —      | —                         | —                             | Il titolo fu reso vacante al termine di un finale controverso di un incontro titolato contro Johnny Valentine.                                                             |       |
| 12 | Fritz Von Erich     | 7     | 21 ottobre 1969   | 94     | Dallas, Texas             | House show                    | In uno spareggio per riassegnare il titolo vacante contro Valentine. |       |
| 13 | Johnny Valentine    | 3     | 23 gennaio 1970   | 21     | Houston, Texas            | House show                    | |       |
| 14 | Fritz Von Erich     | 8     | 13 febbraio 1970  | 94     | Houston, Texas            | House show                    | |       |
| 15 | Boris Malenko       | 1     | 18 maggio 1970    | 0      | Fort Worth, Texas         | House show                    | |       |
| —  | Vacante             | —     | 18 maggio 1970    | —      | —                         | —                             | Malenko rese il titolo vacante subito dopo averlo vinto. |       |
| 16 | Fritz Von Erich     | 9     | 2 giugno 1970     | 199    | Dallas, Texas             | House show                    | In uno spareggio per riassegnare il titolo vacante contro Malenko. |       |
| 17 | Toru Tanaka         | 1     | 18 dicembre 1970  | 66     | Houston, Texas            | House show                    | |       |
| 18 | Fritz Von Erich     | 10    | 22 febbraio 1971  | 1      | Fort Worth, Texas         | House show                    | |       |
| 19 | Toru Tanaka         | 2     | 23 febbraio 1971  | 10     | Dallas, Texas             | House show                    | |       |
| 20 | Wahoo McDaniel      | 1     | 5 marzo 1971      | 285    | Houston, Texas            | House show                    | |       |
| 21 | The Spoiler         | 2     | 15 dicembre 1971  | 192    | San Antonio, Texas        | House show                    | |       |
| 22 | Billy Red Lyons     | 1     | 24 giugno 1972    | 14     | Irving, Texas             | House show                    | |       |
| 23 | Johnny Valentine    | 4     | 8 luglio 1972     | --     | Corpus Christi, Texas     | House show                    | |       |
| 24 | Missouri Mauler     | 1     | marzo 1973        | --     | --                        | --                            | Mauler fu reso campione a tavolino quando Valentine partì per un tour in Giappone.                                                                                         |       |
| 25 | Fritz Von Erich     | 11    | 7 agosto 1973     | 231    | Dallas, Texas             | House show                    | |       |
| 26 | Blackjack Mulligan  | 1     | 26 marzo 1974     | 21     | Dallas, Texas             | Parade of Champions           | |       |
| 27 | Fritz Von Erich     | 12    | 16 aprile 1974    | 228    | Dallas, Texas             | House show                    | |       |
| —  | Vacante             | —     | 30 novembre 1974  | —      | —                         | —                             | Il titolo fu reso vacante al termine di un finale controverso di un incontro titolato contro Blackjack Lanza.                                                              |       |
| 28 | Fritz Von Erich     | 13    | 28 dicembre 1974  | 737    | Dallas, Texas             | House show                    | In uno spareggio per riassegnare il titolo vacante contro Blackjack Lanza.                                                                                                 |       |
| 29 | Bruiser Brody       | 1     | 3 gennaio 1977    | 99     | Atlanta, Georgia          | House show                    | |       |
| 30 | Fritz Von Erich     | 14    | 12 aprile 1977    | 22     | Dallas, Texas             | House show                    | |       |
| 31 | Bruiser Brody       | 2     | 4 maggio 1977     | 82     | San Antonio, Texas        | House show                    | |       |
| 32 | Big John            | 1     | 25 luglio 1977    | 67     | Fort Worth, Texas         | House show                    | |       |
| 33 | Ox Baker            | 1     | 30 settembre 1977 | 73     | Houston, Texas            | House show                    | |       |
| 34 | Fritz Von Erich     | 15    | 12 dicembre 1977  | 273    | Fort Worth, Texas         | House show                    | |       |
| 35 | Bruiser Brody       | 3     | 11 settembre 1978 | 105    | Fort Worth, Texas         | House show                    | |       |
| 36 | Kevin Von Erich     | 1     | 25 dicembre 1978  | 97     | Fort Worth, Texas         | House show                    | |       |
| 37 | The Spoiler         | 3     | 1 aprile 1979     | 42     | Porto Rico                | House show                    | |       |
| 38 | Wahoo McDaniel      | 2     | 13 maggio 1979    | 20     | Houston, Texas            | House show                    | |       |
| 39 | The Spoiler         | 4     | 2 giugno 1979     | 64     | Houston, Texas            | House show                    | The Spoiler fu reso campione a tavolino in seguito ad un infortunio di McDaniel.                                                                                           |       |
| 40 | El Halcon           | 1     | 5 agosto 1979     | 63     | Dallas, Texas             | House show                    | |       |
| 41 | The Spoiler         | 5     | 7 ottobre 1979    | 54     | Dallas, Texas             | House show                    | |       |
| 42 | Bruiser Brody       | 4     | 30 novembre 1979  | 33     | Houston, Texas            | House show                    | |       |
| 43 | Ox Baker            | 2     | 2 gennaio 1980    | 10     | San Francisco, California | House show                    | |       |
| 44 | Kevin Von Erich     | 2     | 12 gennaio 1980   | 99     | Dallas, Texas             | House show                    | |       |
| 45 | Toru Tanaka         | 3     | 20 aprile 1980    | 8      | Dallas, Texas             | House show                    | |       |
| 46 | Kevin Von Erich     | 3     | 28 aprile 1980    | 21     | Fort Worth, Texas         | House show                    | |       |
| 47 | Gino Hernandez      | 1     | 19 maggio 1980    | 74     | Fort Worth, Texas         | House show                    | |       |
| 48 | El Halcon           | 2     | 1 agosto 1980     | 14     | Houston, Texas            | House show                    | |       |
| 49 | Gino Hernandez      | 2     | 15 agosto 1980    | 127    | Houston, Texas            | House show                    | |       |
| —  | Vacante             | —     | 20 dicembre 1980  | —      | —                         | —                             | Il titolo fu reso vacante al termine di un finale controverso di un incontro titolato contro Kevin Von Erich.                                                              |       |
| 50 | Kerry Von Erich     | 1     | 28 dicembre 1980  | 134    | Dallas, Texas             | House show                    | In uno spareggio per riassegnare il titolo vacante contro Gino Hernandez, sostituendo Kevin Von Erich.                                                                     |       |
| 51 | Ernie Ladd          | 1     | 11 maggio 1981    | 24     | Fort Worth, Texas         | House show                    | |       |
| 52 | Kerry Von Erich     | 2     | 4 giugno 1981     | 113    | Dallas, Texas             | House show                    | |       |
| 53 | The Great Kabuki    | 1     | 25 settembre 1981 | 92     | Shreveport, Louisiana     | House show                    | |       |
| 54 | Bugsy McGraw        | 1     | 26 dicembre 1981  | 58     | Columbus, Ohio            | House show                    | |       |
| 55 | Kerry Von Erich     | 3     | 22 febbraio 1982  | 27     | Fort Worth, Texas         | House show                    | |       |
| —  | Vacante             | —     | 21 marzo 1982     | —      | —                         | —                             | Il titolo fu reso vacante al termine di un finale controverso di un incontro titolato contro Bugsy McGraw.                                                                 |       |
| 56 | Kerry Von Erich     | 4     | 28 marzo 1982     | 38     | Dallas, Texas             | House show                    | In uno spareggio per riassegnare il titolo vacante contro McGraw. |       |
| 57 | King Kong Bundy     | 1     | 5 maggio 1982     | 32     | Lawton, Oklahoma          | House show                    | |       |
| 58 | Fritz Von Erich     | 16    | 6 giugno 1982     | 0      | Irving, Texas             | Wrestling Star Wars SuperBowl | |       |
| —  | Vacante             | —     | 6 giugno 1982     | —      | —                         | —                             | Avendolo vinto nel suo match di ritiro, Von Erich rese il titolo vacante subito dopo averlo vinto.                                                                         |       |
| 59 | King Kong Bundy     | 2     | 15 giugno 1982    | 82     | --                        | --                            | Bundy fu fatto campione d'ufficio. |       |
| 60 | Kevin Von Erich     | 4     | 5 settembre 1982  | 138    | Fort Worth, Texas         | House show                    | |       |
| 61 | Terry Gordy         | 1     | 21 gennaio 1983   | 42     | Dallas, Texas             | House show                    | |       |
| 62 | Kevin Von Erich     | 5     | 4 marzo 1983      | 129    | Dallas, Texas             | House show                    | |       |
| —  | Vacante             | —     | 11 luglio 1983    | —      | —                         | —                             | Il titolo fu reso vacante al termine di un finale controverso di un incontro titolato contro Jimmy Garvin.                                                                 |       |
| 63 | Jimmy Garvin        | 1     | 25 luglio 1983    | 122    | Fort Worth, Texas         | House show                    | In uno spareggio per riassegnare il titolo vacante contro Kevin Von Erich.                                                                                                 |       |
| 64 | Chris Adams         | 1     | 24 novembre 1983  | 31     | Dallas, Texas             | Thanksgiving Star Wars        | | [ 3 ] |
| 65 | Jimmy Garvin        | 2     | 25 dicembre 1983  | 36     | Dallas, Texas             | Christmas Star Wars           | | [ 4 ] |
| 66 | Chris Adams         | 2     | 30 gennaio 1984   | 63     | Fort Worth, Texas         | Wrestling Star Wars           | | [ 5 ] |
| 67 | Jimmy Garvin        | 3     | 2 aprile 1984     | 46     | Fort Worth, Texas         | House show                    | |       |
| 68 | Gino Hernandez      | 3     | 18 maggio 1984    | 78     | San Juan, Porto Rico      | House show                    | |       |
| 69 | Mike Von Erich      | 1     | 4 agosto 1984     | 30     | Dallas, Texas             | House show                    | |       |
| 70 | Gino Hernandez      | 4     | 3 settembre 1984  | 59     | Fort Worth, Texas         | Labor Day Star Wars           | | [ 6 ] |
| 71 | Kerry Von Erich     | 5     | 29 ottobre 1984   | 102    | Fort Worth, Texas         | House show                    | |       |
| 72 | Chris Adams         | 4     | 8 febbraio 1985   | 147    | Dallas, Texas             | House show                    | |       |
| 73 | Iceman King Parsons | 1     | 5 luglio 1985     | 122    | Dallas, Texas             | House show                    | |       |
| 74 | Rick Rude           | 1     | 4 novembre 1985   | 108    | Fort Worth, Texas         | House show                    | |       |
| —  | Disattivato         | —     | 20 febbraio 1986  | —      | —                         | —                             | Il titolo fu disattivato quando la WCWA terminò l'affiliazione con la National Wrestling Alliance e Rick Rude fu nominato campione inaugurale del WCWA World Championship. |       |